# Torneo Competencia 1961
El Torneo Competencia 1961 fue la vigesimaprimera edición del Torneo Competencia. Compitieron los doce equipos de Primera División. El campeón fue Nacional por tercera vez consecutiva. La forma de disputa fue de un torneo a una rueda todos contra todos.

## Posiciones
| Puesto | Equipo         | Pts. | PJ | PG | PE | PP | GF | GC | Dif. |
| ------ | -------------- | ---- | -- | -- | -- | -- | -- | -- | ---- |
| 1º     | Nacional       | 17   | 9  | 8  | 1  | 0  | 24 | 9  | 15   |
| 2º     | Racing         | 11   | 9  | 5  | 1  | 3  | 22 | 15 | 7    |
| 3º     | Danubio        | 11   | 9  | 5  | 1  | 3  | 24 | 21 | 3    |
| 4º     | Cerro          | 11   | 9  | 5  | 1  | 3  | 15 | 14 | 1    |
| 5º     | Fénix          | 9    | 9  | 4  | 1  | 4  | 14 | 20 | -6   |
| 6º     | Peñarol        | 9    | 9  | 3  | 3  | 3  | 20 | 17 | 3    |
| 7º     | Wanderers      | 8    | 9  | 3  | 2  | 4  | 8  | 9  | -1   |
| 8º     | Rampla Juniors | 6    | 9  | 2  | 2  | 5  | 15 | 20 | -5   |
| 9º     | Defensor       | 5    | 9  | 2  | 1  | 6  | 13 | 17 | -4   |
| 10º    | Liverpool      | 3    | 9  | 1  | 1  | 7  | 12 | 25 | -13  |

| Campeón Nacional 7.mo título |

## Resultados
| Danubio        | 3-3 | Rampla Juniors |
| Fénix          | 1-0 | Wanderers      |
| Cerro          | 2-1 | Racing         |
| Cerro          | 1-0 | Wanderers      |
| Racing         | 2-0 | Rampla Juniors |
| Danubio        | 4-3 | Fénix          |
| Nacional       | 2-1 | Defensor       |
| Racing         | 2-1 | Liverpool      |
| Peñarol        | 3-3 | Fénix          |
| Nacional       | 3-2 | Racing         |
| Fénix          | 1-0 | Defensor       |
| Peñarol        | 5-1 | Liverpool      |
| Nacional       | 3-3 | Rampla Juniors |
| Cerro          | 4-2 | Liverpool      |
| Racing         | 5-1 | Fénix          |
| Defensor       | 2-1 | Wanderers      |
| Danubio        | 3-2 | Peñarol        |
| Peñarol        | 1-1 | Defensor       |
| Wanderers      | 2-1 | Danubio        |
| Cerro          | 2-1 | Rampla Juniors |
| Nacional       | 3-1 | Liverpool      |
| Nacional       | 1-0 | Cerro          |
| Danubio        | 3-2 | Defensor       |
| Rampla Juniors | 3-2 | Liverpool      |
| Wanderers      | 1-0 | Peñarol        |
| Peñarol        | 4-3 | Racing         |
| Danubio        | 5-2 | Cerro          |
| Fénix          | 2-1 | Rampla Juniors |
| Defensor       | 3-0 | Liverpool      |
| Nacional       | 1-0 | Wanderers      |
| Peñarol        | 3-1 | Rampla Juniors |
| Fénix          | 2-0 | Cerro          |
| Wanderers      | 2-2 | Liverpool      |
| Nacional       | 4-1 | Danubio        |
| Racing         | 4-2 | Defensor       |
| Liverpool      | 2-0 | Fénix          |
| Cerro          | 2-0 | Defensor       |
| Wanderers      | 1-0 | Rampla Juniors |
| Racing         | 2-1 | Danubio        |
| Nacional       | 2-0 | Peñarol        |
| Nacional       | 5-1 | Fénix          |
| Racing         | 1-1 | Wanderers      |
| Danubio        | 3-1 | Liverpool      |
| Cerro          | 2-2 | Peñarol        |
| Rampla Juniors | 3-2 | Defensor       |